# Aleurotrachelus rhamnicola
Aleurotrachelus rhamnicola  es una especie de insecto hemíptero de la familia Aleyrodidae y la subfamilia Aleyrodinae.
Fue descrita científicamente por primera vez por Goux en 1940.

## Distribución geográfica
Se distribuye por el sur de Europa.